# سرخس پشه
سرخس پشه (نام علمی: Azolla pinnata) نام یک گونه از سرده آزیریان است. سرخس پشه یک گیاه آبزی است که روی سطح آب شناور است و روی پهنه‌های آبی آهسته و آرام رشد می‌کند، زیرا جریان‌ها و امواج سریع گیاه را می‌شکنند. در بیشینۀ نرخ رشد، می‌تواند در ۱٫۹ روز زیست‌تودۀ خود را دو برابر کند، درحالی که بیشتر گونه‌ها در یک هفته و در شرایط بهینه به‌چنین رشدی دست می یابند.
شاخۀ مثلثی این گیاه تا ۲٫۵ سانتی‌متر درازا دارد و روی آب شناور است. این شاخه از برگ‌های همپوشان گرد یا زاویه‌دار بسیاری به درازای ۱ یا ۲ میلی‌متر تشکیل شده‌است. رنگ آن‌ها سبز، آبی-سبز یا قرمز تیره است و با موهای ریزی پوشانده شده‌اند که ظاهری مخملی به آن‌ها می‌دهند. این موها سطح بالای برگ را ضد آب می‌کنند و گیاه را حتی پس از تحت فشار قرار گرفتن روی آب شناور نگه می دارند. یک پهنۀ آب ممکن است توسط یک لایۀ فشرده از گیاه پوشانده شود و یک حصیر مخملی تشکیل دهند که گیاهان دیگر را از بین می‌برد. ریشه‌های مو مانند در آب گسترش می‌یابد. برگ‌ها دارای سیانوباکتر هستند که نوعی از هم‌زیستی را تشکیل می‌دهند. سیانوباکترها نیتروژن موجود در جو را که سرخس توانایی جذب و استفاده از آن را ندارد، برای سرخس تثبیت می‌کند. این کار باعث می‌شود که سرخس توانایی رشد در زیستگاه‌های دارای نیتروژن کم را بدست آورد.